# Ellen van Hemert
Ellen Roelina Wilhelmina Maria van Hemert (Den Haag, 28 augustus 1937) is een Nederlands actrice en kunstschilderes.

## Loopbaan
Van Hemert werd geboren als dochter van regisseur Willy van Hemert. Ze begon haar carrière op de radio. Al snel volgden theater, film en televisie. In 1957 werd ze door haar vader geplaatst in de titelrol in de dramafilm Jenny (1958). Aan het toneel leerde ze Coen Flink kennen. Ze trad in 1959 in het huwelijk met de acteur en bleef met hem getrouwd tot zijn overlijden in 2000. Samen met haar gezin woonde Van Hemert in onder andere Ierland, Curaçao en Frankrijk. Na haar huwelijk met Flink besloot Van Hemert haar acteercarrière in te ruilen voor een carrière als kunstschilderes. In de jaren '60 en '70 was ze nog wel te zien in producties op televisie.